# 卡达尔·陶马什
卡达尔·陶马什（匈牙利語：Kádár Tamás；1990年3月14日—）是匈牙利男子職業足球運動員。在場上的位置是中後衛或左後衛。他现效力于匈甲俱乐部MTK布达佩斯，曾效力于中超俱乐部山东鲁能和天津津門虎、烏克蘭足球超級聯賽基辅迪纳摩足球俱乐部，以及波蘭足球甲級聯賽球隊波茲南萊克足球俱樂部。他也曾代表匈牙利國家足球隊參賽。